# Caius Iulius Vindex
Caius Iulius Vindex (25 d.H.-68 d.H.) a fost un senator roman și guvernator al Galliei Lugdunensis. El făcea parte din familia regală a Aquitaniei, care-și pierduse tronul, după ce Caius Iulius Caesar le-a supus țara. Totuși, familia sa era încă una influentă. Tatăl lui Vindex, a devenit senator, după ce Claudius a permis nobilimii din Gallia să intre în Colegiul Auguștilor. Caius Iulius Vindex a fost și el senator roman, iar după ce a fost praetor, a devenit guvernator al Galliei Lugdunensis. Marele istoric roman Dio Cassius ne spune că el „a avut un corp puternic și o minte perspicace, a fost calificat pentru război și plin de îndrăzneală pentru orice mare întreprindere; și a avut o deosebită dragoste pentru libertate și o mare ambiție” (Istoria Romană). 

## Revolta lui Caius Iulius Vindex
Stând la Roma mai muli ani, a observat pasiunea lui Nero pentru cultura grecească. Ca mulți alți senatori, el s-a gândit să-l detroneze pe Nero, astfel, aivitat mai mulți reprezentanți ai comunităților din gallia pentru a discuta despre acest subiect. Când Nero abia a revenit în Italia din turneul triumfal care avuse loc în Grecia, acesta a aflat că guvernatorul Galliei Lugdunensis, Caius Iulius Vindex a declinat jurământul de credință (pe care l-a și depus), incitându-și și colegul din Hispania Tarraconensis, Servius Sulpicius Galba în martei 68 d.H. Galba își salvase viața de curând, după ce a interceptat o scrisoare trimisă de Nero procuratorului său. Totuși, inițial, Galba s-a abținut să-l atace direct pe Nero, deoarece nu avea la dispoziție decât o legiune. Vindex nu a mai așteptat sprijinul lui Galba, așa că a strâns în grabă o armată. Chiar dacă Caius Iulius Vindex dorea doar să-l elimine pe Nero, și s-l înlocuiască cu un împărat mai rezonabil, revolta sa, s-a asemănat cu cea a lui Iulius Florus și Iulius Sacrovir. În cadrul unei întălniri la Vesontio(actualul Besançon), comandantul armatei Rinului, Vergginius Rufus a fost convins de Iulius Vindex. Trupele sale însă, după cum s-a zis mai târziu, nu au mai ținut cont de nimic și au distrus armata lui Vindex. Acesta a murit pe câmpul de luptă, luându-și viața. Revolta lui Vindex a fost scânteia care a aprins Italia.